# ويلينغتون فيريرا ناسيمنتو
ويلينغتون فيريرا ناسيمنتو (1 مارس 1995 - ) هو لاعب كرة قدم برازيلي في مركز الدفاع.

## وصلات خارجية
- ويلينغتون فيريرا ناسيمنتو على موقع اتحاد تركيا (لاعب) (الإنجليزية)
- ويلينغتون فيريرا ناسيمنتو على موقع قاعدة بيانات كرة القدم.إي يو (الإنجليزية)
- ويلينغتون فيريرا ناسيمنتو على موقع Soccerway.com (الإنجليزية)